# 元朗創新園

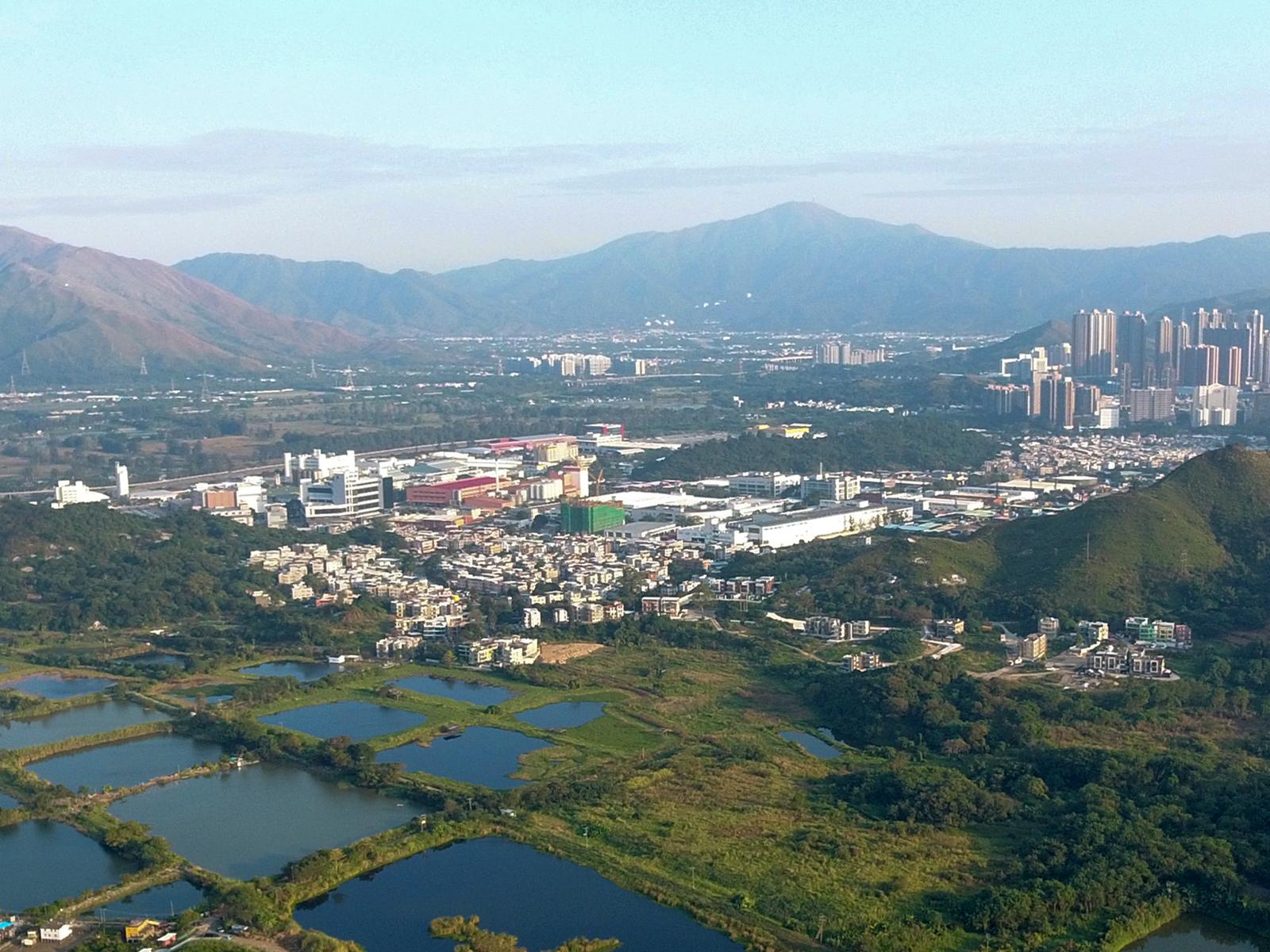
元朗創新園（2016年）

元朗創新園（英語：Yuen Long INNOPARK），前稱元朗工業邨（英語：Yuen Long Industrial Estate），是香港一個工業區，位於新界元朗橫洲的工業區，倚靠山貝河，前身為漁塘，現時北面仍剩下一大片漁塘，河的對岸是沼澤地帶南生圍，距離中國大陸入境口岸落馬洲只有12公里，佔地67公頃。
元朗工業邨於1982年12月動工，1983年建成，是繼大埔創新園後香港第2個創新園，原本由香港工業邨公司管理。工業邨的原意是提供一些低地價的大幅土地，讓一些新式工業可以在香港發展。邨內的土地只供租用，不會出售，特點是租金便宜但租約期長，一般達10至15年。但現時只有一些香港較為冷門的行業在此設廠，包括石油化工、鋼鐵生產和有色金屬開發等等。
隨著香港工業邨公司、香港工業科技中心公司及臨時香港科學園有限公司於2001年合併，元朗創新園改由香港科技園公司負責管理。
2020年2月，香港政府向科技園公司增撥20億港元，以改建位於元朗創新園的舊廠房為微電子中心，提供現代化生產設施。

## 申請
想在工業邨設廠的公司都要向香港科技園公司申請，其中主要的申請條件如下：
1. 其工業項目的性質必須是確實無法在香港市面上一般多層工廠或商業大廈內進行操作的類型；
2. 該項目必須是政府訂定的厭惡性行業以外的項目；
3. 獲批准租賃的地點不能作為存貨或倉庫之用。

最受歡迎的項目：
1. 涉及新型或經改良的產品或服務的項目；
2. 涉及新型或經改良技術的項目；
3. 主要利用本地材料和人力資源的高增值項目；
4. 與本地行業急需的產品或服務有關的項目；
5. 對香港出口業務有顯著貢獻的項目；
6. 重要投資（特別是在新機械和新設備方面）項目；
7. 需僱用大量高級技術人員的項目。

## 主要廠房

### 現有廠房
- 香港生力啤酒廠（San Miguel Brewery Hong Kong Limited）
- 雀巢香港有限公司 （Nestle Hong Kong Limited）
- 雅潔洗衣有限公司
- 出版之友印務集團（Premier Printing Group Limited）
- 凸版印刷（Toppan Printing Company,（HK）Limited）
- 凸版資訊（Toppan Forms Company,（HK）Limited）
- 余仁生中心（Eu Yan Sang Centre）[2]
- 康恩堂
- 齊合天地集團有限公司
- 幸福醫藥
- 位元堂、佩夫人
- 大昌行食品加工及物流中心
- 匯泉國際
- 中國檢驗公司綜合檢驗中心
- 九龍巴士元朗車廠
- 有生鉛水（熱浸鋅）
- 澳美製藥廠

### 舊有廠房
- 維他奶（Vitasoy International Holdings Limited）
- 新洲印刷有限公司（New Island Printing Company Limited）
- 中國染廠
- 喵坊

## 交通

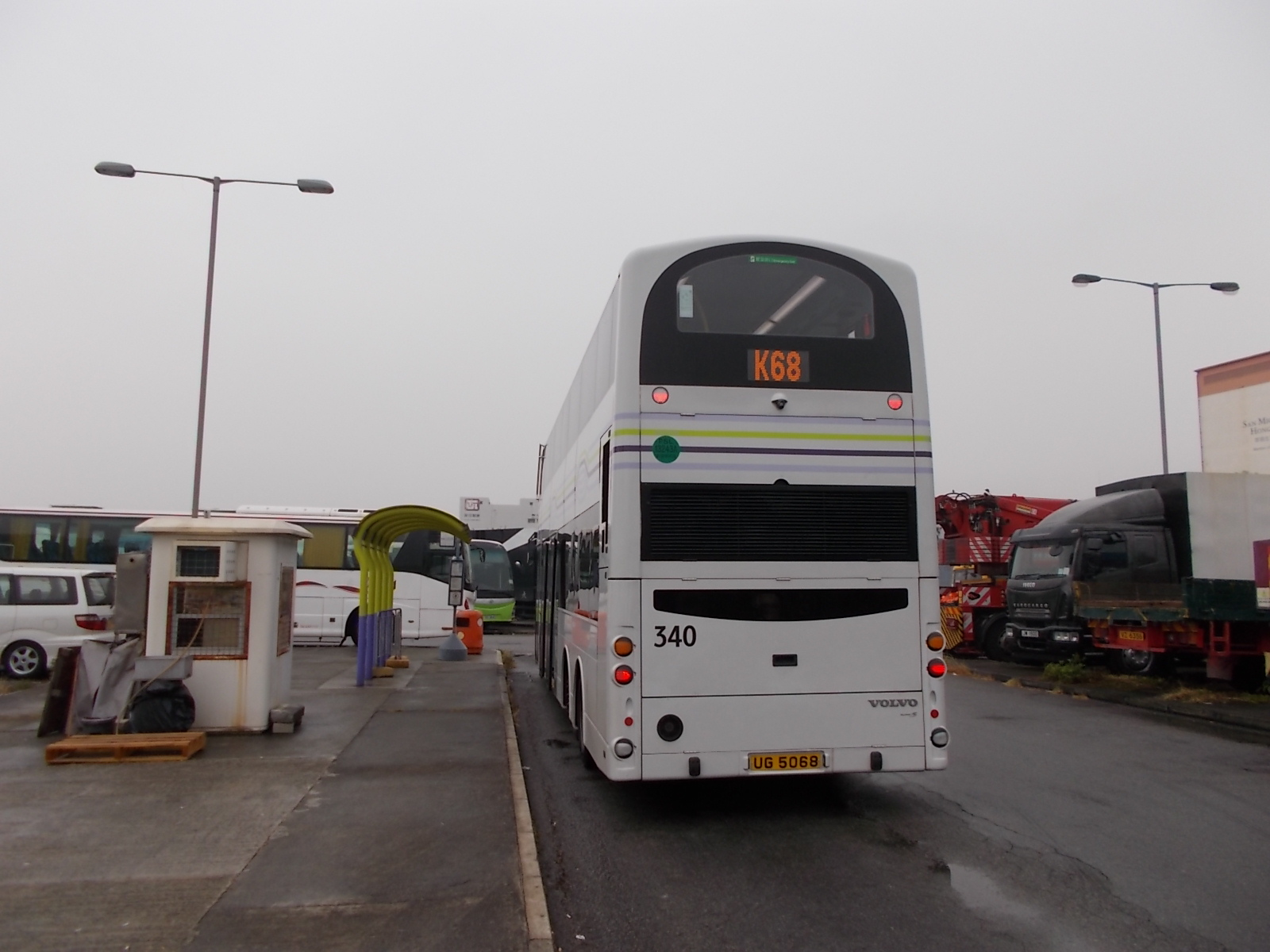
元朗工業邨巴士總站

## 外部連結
- 官方网站
- 元朗創新園